# Beatriz de Portugal, Duquesa de Viseu
Beatriz de Portugal (13 de junho de 1430 — 30 de setembro de 1506), infanta de Portugal e duquesa de Viseu e de Beja, participou activamente na política dos reinados de D. Afonso V, D. João II e D. Manuel I. Desempenhou um papel crucial nas negociações de paz entre Portugal e Castela e foi a primeira mulher a governar a Ordem de Cristo.

## Biografia

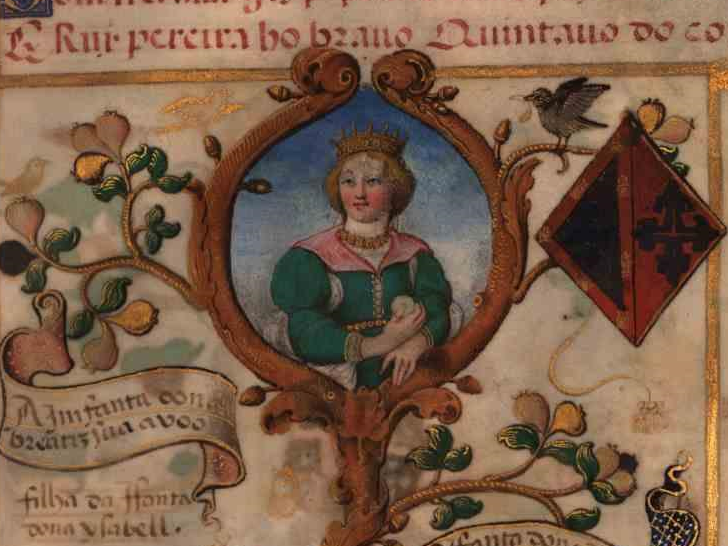
Infanta D. Beatriz, Duquesa de Viseu (1430-1506) - Genealogia de D. Manuel Pereira, 3.º conde da Feira (1534)

Beatriz de Portugal, nasceu no dia 13 de Junho de 1430. Era filha do infante João, Condestável de Portugal (filho de D. João I e de Filipa de Lencastre) e de Isabel de Barcelos (filha do Duque de Bragança D. Afonso I e de Beatriz de Alvim). Era bisneta de D. Pedro I e de Nuno Álvares Pereira.
Casou em 1447 com o seu primo direito, o infante Fernando, Duque de Beja e de Viseu, irmão do rei Afonso V, de quem teve vários filhos, nomeadamente o rei Manuel I e a rainha Leonor. Para além disto, era tia de Isabel, a Católica uma vez que a sua irmã Isabel havia casado com  João II de Castela, de quem também era prima, uma vez que todos eles eram netos de João de Gante. Era também prima do imperador Maximiliano I e de Carlos da Borgonha, uma vez que descendiam do rei D. João I que era seu avô.
Teve um papel activo na política dos reinados de D. Afonso V, D. João II e D. Manuel I. Ajudou a concretizar as pazes com Castela encontrando-se pessoalmente com Isabel, a Católica, na vila de Alcântara em 1479. Este acontecimento conduziu à assinatura do Tratado de Alcáçovas e Terçarias de Moura, em setembro desse ano. Com a paz entre Portugal e Castela, ficou a duquesa responsável por cuidar do neto Afonso e da sobrinha-neta Isabel de Aragão, ficando a viver em Moura.
Os primos estavam destinados a casar. Por outro lado, o seu filho Manuel foi para a corte de Castela.
Foi também preponderante na gestão da Ordem de Santiago actuando como tutora do seu filho D. Diogo. Nesta qualidade, também foi nomeada pelo Papa como governadora da Ordem de Cristo, tendo sido a única mulher a desempenhar este cargo.
Após a morte do filho Diogo, Duque de Viseu às mãos do rei D. João II de Portugal, que escreveu à sogra a explicar o sucedido, Beatriz aceitou o acontecimento, escrevendo aos alcaides dos seus castelos que os entregassem ao rei, seu genro.
Fundou em Beja o convento de Nossa Senhora da Conceição, actual Museu Rainha Dona Leonor, também conhecido como Museu Regional de Beja e onde viveu Mariana Alcoforado que escreveu As Cartas Portuguesas. É lá que se encontra sepultada junto do marido.
Beatriz morreu aos 76 anos, no dia 30 de setembro de 1506.

## Descendência
Do seu casamento com o Infante D. Fernando nasceram nove filhos, dos quais apenas cinco chegaram à idade adulta; contudo, todos eles desempenharam um papel capital na história portuguesa:
1. João de Viseu (1448-1472), terceiro Duque de Viseu e segundo Duque de Beja;
2. Diogo de Viseu (1450-1484), quarto Duque de Viseu e terceiro Duque de Beja;
3. Leonor de Viseu (1458-1525), casou com João II de Portugal e tornou-se Rainha de Portugal;
4. Isabel de Viseu (1459-1521), casada com o duque de Bragança Fernando II;
5. Duarte de Viseu (1462-1476 ou depois), foi criado junto de D. João II;
6. Simão de Viseu (m. 1465 / 1470);[8]
7. Catarina de Viseu (1465-a.1470);
8. Dinis de Viseu (1468- a.1470);[9]
9. Manuel (1469-1521), Duque de Viseu e de Beja. Rei de Portugal após a morte do seu primo D. João II.[10]